# إيونان
إيونان هي قرية أمازيغية جبلية مغربية شمال المملكة. تنتمي إيونان لإقليم وزان. تضم هذه القرية 23.132 نسمة (إحصاء 2004).